# Guiziga du Nord
Pour les articles homonymes, voir Guiziga.
Le guiziga du Nord (ou dogba, gisiga, gisika, giziga de, guiziga, maroua, marva, mi marva, tchere) est une langue tchadique biu-mandara parlée dans l'Extrême-Nord du Cameroun, dans le département du Diamaré, l'arrondissement de Meri, dans les massifs de Tchéré et Mogazang et les plaines de Dogba, au nord et à l'ouest de Maroua.
En 1982, le nombre de locuteurs était estimé à 20 000.